# Ian McGeechan
Sir Ian Robert McGeechan (Leeds, 30 ottobre 1946) è un ex rugbista a 15, allenatore di rugby a 15 e dirigente sportivo britannico, internazionale per la Scozia, la cui carriera di giocatore e di allenatore è legata principalmente ai British and Irish Lions, formazione internazionale interbritannica, in sette tour dei quali fu complessivamente impegnato in entrambi i ruoli e grazie ai quali si guadagnò l'appellativo di Lion Man ; è anche il C.T. del più recente ― al 2013 ― Grande Slam della Scozia al Cinque Nazioni.
Per i suoi meriti sportivi figura sia nell'International Rugby Hall of Fame che nella World Rugby Hall of Fame; è stato inoltre decorato sia con il titolo di Ufficiale dell'Ordine dell'Impero Britannico che con il Cavalierato.
Dal 2013 è presidente del Leeds Tykes.

## Biografia
Nato a Headingley, sobborgo di Leeds, da padre scozzese militare di stanza in Inghilterra, e madre inglese, compì gli studi superiori alla Allerton Moore e universitari di educazione fisica presso il Carnegie Physical Training College dell'università metropolitana di Leeds.

### Attività da giocatore
Nel 1965 rappresentò lo Yorkshire a livello giovanile (Yorkshire Colts) e, nel 1966, a livello di rappresentativa maggiore. In quanto inglese di nascita, fu selezionato dalla Rugby Football Union nel 1968 per un eventuale impiego in Nazionale, ma lui rifiutò, preferendo optare per la Federazione scozzese, sia in ragione del nazionalismo di suo padre che dei suoi numerosi parenti in Scozia.
McGeechan impiegò quattro anni prima di essere accettato nella selezione scozzese (principalmente per via del fatto di essere inglese di nascita, come disse molto tempo dopo, nel 2003: «Indubbiamente, penso che non dovessi esser solo migliore, ma anche essere percepito come migliore, di qualsiasi altro giocatore nato e cresciuto in Scozia»).
A livello di club rimase per tutta la sua carriera nell'Headingley, squadra del suo sobborgo natio, che in seguito confluì nell'odierno Yorkshire Carnegie; con la Nazionale scozzese, invece, esordì nel 1972, durante il tour europeo della Nuova Zelanda: contro gli All Blacks a Murrayfield McGeechan mise a segno un drop nonostante la sconfitta scozzese 9-14.
Il successivo incontro fu contro la Francia nel Cinque Nazioni 1973, il primo di sette Tornei consecutivi fino al 1979; l'edizione dell'esordio di McGeechan fu vinta a pari merito da tutte e cinque le partecipanti, caso unico nella storia del torneo.
Nel 1974 McGeechan fu selezionato per la prima volta dai British Lions in preparazione del loro tour in Sudafrica; all'epoca insegnante, chiese un'aspettativa non retribuita alla scuola dove lavorava nonché una sospensione di tre mesi del mutuo fondiario tramite il quale stava pagando l'abitazione.
In quel tour i Lions vinsero tre test match su quattro, pareggiando il quarto, e si imposero anche sul piano fisico: la spedizione fu ribattezzata Call on 99 (dal numero 999 usato per le chiamate d'emergenza nel Regno Unito), e i Lions, vista l'estrema violenza e le intimidazioni messe in campo dagli Springbok nei due precedenti incontri di Città del Capo e Pretoria, decisero di colpire per primi nel terzo test in programma al Boet Erasmus di Port Elizabeth: ogni Lion, al grido di battaglia Ninety-nine (99) del capitano irlandese Willie John McBride, aggredì il suo corrispettivo Springbok basandosi sul fatto che l'arbitro non avrebbe potuto espellere né sanzionare tutta la squadra. L'attacco dei Lions fu così veemente che persino il gallese J. P. R. Williams, un estremo dalla corporatura non massiccia, partì all'assalto dei sudafricani prendendo la rincorsa dalla sua zona del campo.
Tre anni più tardi McGeechan fece parte della squadra dei Lions che si recò in tour in Nuova Zelanda, anche se in tale occasione lo score fu differente (3 vittorie su 4 test match per gli All Blacks); sempre nel 1977 McGeechan fu schierato in un match senza valore di test contro i Barbarians a Twickenham, nel quadro delle celebrazioni del Giubileo d'Argento della regina Elisabetta per i suoi 25 anni di regno; fu il primo incontro che i Lions disputarono all'interno delle Isole Britanniche.
L'ultima partita internazionale in assoluto di Ian McGeechan fu il 17 marzo 1979 al Parco dei Principi contro la Francia, ultimo incontro di quell'edizione del Cinque Nazioni; furono in totale 32 gli incontri per la Scozia, 27 dei quali in sette edizioni a seguire del Cinque Nazioni, competizione nella quale saltò un solo incontro, nel 1978 contro l'Inghilterra; con 8 test match nei British Lions vanta un totale di 40 incontri internazionali, con 24 punti frutto di 8 drop goal, uno dei quali marcato con i Lions contro il Sudafrica.
Nel 1980, dopo 300 incontri con la maglia dell'Headingley, chiuse anche la carriera di club.

### Attività da allenatore
Dopo il ritiro da giocatore McGeechan continuò la sua attività di insegnante, e nel 1985 fu chiamato come assistente allenatore della Nazionale scozzese; in tale incarico, nel quale rimase fino al 1988, fece parte dello staff tecnico impiegato nella Coppa del Mondo di rugby 1987 in Nuova Zelanda e Australia, dove la Scozia giunse fino ai quarti di finale per poi essere eliminata dagli All Blacks; nel 1988 assunse la guida tecnica della stessa Nazionale, che guidò al suo - a tutto il 2011 - più recente Grande Slam nel Cinque Nazioni (1990) e, nella Coppa del Mondo di rugby 1991, al suo miglior risultato di sempre, il quarto posto finale.
Nel 1989 gli fu affidata la conduzione dei British Lions per il loro tour in Australia; la serie dei test match fu vinta dai Lions per 2-1, dopo che gli Wallabies avevano conquistato il primo incontro; nel 1990 McGeechan ricevette l'onorificenza di Ufficiale dell'Ordine dell'Impero Britannico (OBE).
Di nuovo, fu chiamato per dirigere il tour dei Lions del 1993 in Nuova Zelanda, risoltosi in un 2-1 a favore degli All Blacks; assunse poi la guida, per la prima volta, di una squadra di club, gli inglesi del Northampton, incarico tenuto fino al 1999 durante il quale diresse un terzo tour consecutivo dei Lions, nel 1997 in Sudafrica, anch'esso vinto per due test match a uno.
Nel 1999 tornò ad assumere la direzione della Scozia, guidata in quattro edizioni del nuovo Sei Nazioni (primo incontro in tale torneo, la sconfitta contro l'Italia nella sua prima apparizione assoluta) e alla Coppa del Mondo di rugby 2003 in Australia.
Nel 2005 si trovò di nuovo a dirigere i Lions in tour in Nuova Zelanda, ma non come allenatore-capo, ruolo che fu affidato a Sir Clive Woodward, allenatore dell'Inghilterra campione del mondo due anni prima: Woodward gli affidò la direzione di tutti i match intermedi riservandosi la direzione dei test contro gli All Blacks; McGeechan vinse tutti i match a lui affidati, mentre i Lions persero i tre test diretti da Woodward.
Sempre nel 2005 fu ingaggiato dai londinesi Wasps come direttore tecnico; nei quattro anni di conduzione tecnica il club vinse un titolo inglese, una Coppa Anglo-Gallese e una Heineken Cup; nel maggio 2008 ricevette l'incarico di guidare, per la quarta volta, un tour dei Lions da allenatore-capo, quello del 2009 in Sudafrica; un anno più tardi rassegnò le sue dimissioni dagli Wasps. Il tour in Sudafrica dei Lions si concluse, per quanto riguarda i test match, con due vittorie a una per gli Springbok.
A febbraio 2010 McGeechan assunse l'incarico di consulente tecnico del Gloucester, club inglese di Guinness Premiership; a fine stagione si dimise per assumere analogo incarico al Bath. Dopo solo un anno in tale ruolo, tuttavia, dovette tornare in panchina per assumere il ruolo di allenatore-capo del club a seguito delle dimissioni del tecnico Steve Meehan alla fine della stagione 2010-11.
Al termine della stagione successiva, comunque, anche McGeechan si dimise, visti i risultati negativi della squadra.
A luglio del 2012 il consiglio d'amministrazione del Leeds Carnegie affidò a McGeechan l'incarico di presidente del club.
In totale, Ian McGeechan vanta la partecipazione a sette tour dei British and Irish Lions nell'arco di 35 anni: due da giocatore, quattro da allenatore capo e uno da assistente allenatore; in ragione di tale lunga militanza nella rappresentativa inter-britannica, gli è stato attribuito l'appellativo di Mr. Lion o anche quello di Lion Man, che figura anche nel titolo dell'autobiografia da lui data alle stampe nel 2009. Vanta, inoltre, 13 incontri disputati nelle file dei Barbarians: il primo invito fu nel 1973, l'ultimo nel dicembre 1977, pochi mesi dopo averli incontrati con la maglia dei Lions a Twickenham.

### Riconoscimenti
Nel 2005 Ian McGeechan fu ammesso nell'International Rugby Hall of Fame e analogo riconoscimento gli venne conferito, nell'ottobre 2009, dall'IRB Hall of Fame: inoltre, in occasione della consueta cerimonia di conferimento di fine anno, la regina Elisabetta insignì il 31 dicembre 2009 McGeechan dell'onorificenza di Knight Bachelor (Kt), che gli dà il diritto a fregiarsi del titolo di Sir .

### Attività extrasportive e vita privata
Dal 1968 al 1990 McGeechan fu insegnante di educazione fisica e geografia a Leeds; sua moglie Judy lavorava part-time alla mensa universitaria della stessa città, impiego con il quale integrava le entrate familiari nel primo periodo come allenatore; nel 1990 Ian McGeechan lasciò l'insegnamento per assumere l'incarico, tenuto fino al 1994, di direttore alle vendite presso la compagnia d'assicurazioni Scottish Life e, infine, per divenire dirigente sportivo e allenatore professionista. Dal matrimonio con Judy sono nati due figli.

## Statistiche

### Nazionale scozzese
- 32 test match (giocatore), di cui 27 nel Cinque Nazioni, 21 punti (7 drop)
- Cinque Nazioni 1990 (allenatore): Grande Slam
- Coppa del Mondo di rugby 1991 (allenatore): quarto posto finale

### British and Irish Lions
- 8 test match (giocatore), 3 punti (un drop)
- 1974 in Sudafrica (giocatore): 14 presenze di cui 4 test match (3 vittorie, un pareggio)
- 1977 in Nuova Zelanda (giocatore): 16 presenze di cui 4 test match (una vittoria, 3 sconfitte)
- 1989 in Australia (allenatore): 3 test match (2 vittorie, una sconfitta)
- 1993 in Nuova Zelanda (allenatore): 3 test match (una vittoria, 2 sconfitte)
- 1997 in Sudafrica (allenatore): 3 test match (2 vittorie, una sconfitta)
- 2005 in Nuova Zelanda (assistente allenatore): 14 incontri di cui nessuno test match (13 vittorie, una sconfitta)
- 2009 in Sudafrica (allenatore): 3 test match (una vittoria, 2 sconfitte)